# CHL Import Draft 1997
CHL Import Draft 1997 – 6. draft CHL w historii. Łącznie wybrano 64 zawodników.

## Wybrani
Pozycje: B – bramkarz, O – obrońca, C – center, LS – lewoskrzydłowy, PS – prawoskrzydłowy

Ligi: OHL – Ontario Hockey League, QMJHL – Quebec Major Junior Hockey League, WHL – Western Hockey League

### Runda 1
| #  | Zawodnik (pozycja)     | Pochodzenie | Klub macierzysty       | Klub wybierający (liga)       |
| -- | ---------------------- | ----------- | ---------------------- | ----------------------------- |
| 1  | Edo Terglav (PS)       | Słowenia    | Lac St. Louis Lions    | Baie-Comeau Drakkar (QMJHL)   |
| 5  | Marián Hossa (LS)      | Słowacja    | HC Dukla Trenczyn      | Portland Winterhawks (WHL)    |
| 7  | Martin Bartek (LS)     | Słowacja    | King's-Edgehill School | Rouyn-Noranda Huskies (QMJHL) |
| 12 | Jurij Babienko (O)     | Rosja       | CSKA 2 Moskwa          | Detroit Jr. Whalers (OHL)     |
| 16 | Adam Borzęcki (O)      | Polska      | Olimpia Sosnowiec      | Rimouski Océanic (QMJHL)      |
| 21 | Marco Sturm (C)        | Niemcy      | EV Landshut            | Kingston Frontenacs (OHL)     |
| 25 | Robin Bacul (LS)       | Czechy      | Slavia Praga           | Chicoutimi Saguenéens (QMJHL) |
| 28 | Ladislav Nagy (LS)     | Słowacja    | Dragon Preszów         | Halifax Mooseheads (QMJHL)    |
| 33 | Martin Škoula (O)      | Czechy      | HC Litvínov            | Barrie Colts (OHL)            |
| 38 | Aleksandr Fomiczow (B) | Rosja       | Saint Albert Saints    | Regina Pats (WHL)             |

### Runda 2
| #  | Zawodnik (pozycja)      | Pochodzenie | Klub macierzysty | Klub wybierający (liga)              |
| -- | ----------------------- | ----------- | ---------------- | ------------------------------------ |
| 45 | Siergiej Samsonow (LS)  | Rosja       | Detroit Vipers   | Owen Sound Platers (OHL)             |
| 57 | Branislav Mezei (O)     | Słowacja    | HK Nitra U20     | Belleville Bulls (OHL)               |
| 58 | Aleksandr Riazancew (O) | Rosja       | Spartak Moskwa   | Laval Titan Collège Français (QMJHL) |